# خاویر کارپیو
خاویر کارپیو (انگلیسی: Javier Carpio؛ زادهٔ ۶ آوریل ۱۹۸۴) بازیکن فوتبال اهل اسپانیا است.
از باشگاه‌هایی که در آن بازی کرده‌است می‌توان به باشگاه فوتبال الچه، باشگاه فوتبال پومفرادینا، و باشگاه فوتبال دپورتیوو آلاوس اشاره کرد.